# Hệ cơ quan

Ví dụ về một hệ sinh học: Hệ thần kinh. Giản đồ này cho thấy hệ thần kinh được tạo thành bởi 4 cơ quan cơ bản: não bộ, tuỷ sống và các dây thần kinh.

Trong sinh học, một hệ cơ quan (hay hệ sinh học) là một nhóm các cơ quan hoạt động cùng nhau để thực hiện một chức năng nhất định. Các hệ phổ biến có thể thấy trong giải phẫu người cũng như động vật có vú và các động vật khác là những hệ như hệ tuần hoàn, hệ hô hấp, hệ thần kinh,...
Một nhóm các hệ cơ quan gộp lại thành sinh vật, vì dụ như cơ thể người.

## Các hệ cơ quan
Các hệ cơ quan sau đây trong giải phẫu người được nghiên cứu rộng rãi. Hệ cơ quan ở "người" tồn tại ở rất nhiều loài động vật khác.
- Hệ tuần hoàn: bơm và dẫn truyền máu đi lại giữa cơ thể (vòng tuần hoàn lớn) và phổi (vòng tuần hoàn nhỏ), hệ tuần hoàn gồm tim, máu và các mạch máu.
- Hệ vỏ bọc: da, tóc, mỡ, và Móng (động vật).
- Hệ xương khớp: nâng đỡ và bảo vệ kết cấu cơ thể người, hệ xương gồm các xương, sụn, dây chằng và gân.
- Hệ sinh dục: gồm các cơ quan sinh dục, như là buồng trứng, vòi tử cung, tử cung, âm đạo, tuyến vú, tinh hoàn, ống dẫn tinh, túi tinh và tuyến tiền liệt
- Hệ tiêu hoá: tiêu hoá và xử lý thức ăn với các cơ quan: miệng ,tuyến nước bọt, thực quản, dạ dày, gan, túi mật, tuỵ, ruột, trực tràng và hậu môn.
- Hệ tiết niệu: thận, niệu quản, bàng quang và niệu đạo tham gia vào việc cân bằng chất lỏng trong cơ thể, cân bằng điện giải và bài tiết nước tiểu.
- Hệ hô hấp: gồm các cơ quan dùng để thở là hầu, thanh quản, phế quản, phổi, khí quản và cơ hoành.
- Hệ nội tiết: liên lạc thông tin bên trong cơ thể bằng các nội tiết tố tạo ra bởi các tuyến nội tiết, gồm các cơ quan như là vùng hạ đồi, tuyến yên, thể tùng hay tuyến tùng, tuyến giáp, tuyến cận giáp, tuyến thượng thận,...
- Hệ bạch huyết: là các cấu trúc tham gia vận chuyển bạch huyết giữa các mô và mạch máu; hệ bạch huyết gồm bạch huyết và các hạch bạch huyết, mạch bạch huyết.
- Hệ cơ: cho phép cơ thể tác động đến môi trường xung quanh, vận động hay giữ nguyên tư thế và sinh ra nhiệt. Chỉ bao gồm các cơ xương, không tính cơ trơn hay cơ tim.
- Hệ thần kinh: thu thập, vận chuyển và xử lý thông tin, gồm có não bộ, tuỷ sống và hệ thần kinh ngoại biên (các dây thần kinh).

## Hình ảnh

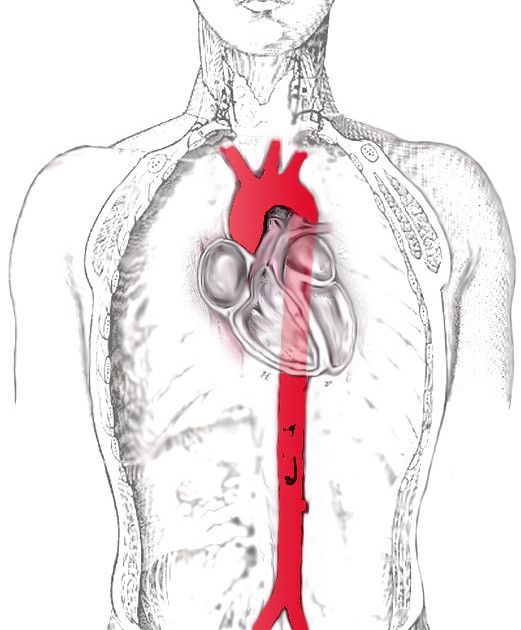